# Auch

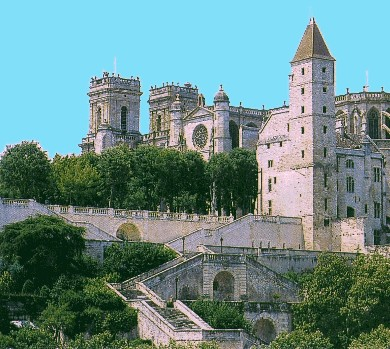
Katedrála a věž Armagnac

Auch [oš] (okcitánsky Aush) je francouzské město v départementu Gers v regionu Okcitánie. V minulosti bylo střediskem Gaskoňska. Město je také sídlem arcibiskupa z Auch.

## Geografie
Město leží přibližně ve středu departementu Gers mezi toky řek Baïse a Arrats na říčce Gers.

## Historie
V římské době leželo město na křižovatce cest Périgueux-St.Bertrand de Commingues a Bordeaux-Toulouse. Tehdy se jmenovalo Elimberris.

## Památky
- Katedrála Panny Marie z 15.- 17. století (fr. Basilique Cathédrale Sainte-Marie d'Auch)
- Věž Armagnac

## Muzea
- Jakobínské muzeum, založené roku 1793
- Musée de la résistance (Muzeum odboje)

## Vývoj počtu obyvatel
Počet obyvatel

## Slavní rodáci a obyvatelé
- d'Artagnan, mušketýr
- Arnaud Denjoy, matematik
- Constantin Font, malíř
- Joseph de Pesquidoux, spisovatel

## Partnerská města
- Memmingen
- Calatayud